# L'Officiel des loisirs
L'Officiel des loisirs était un hebdomadaire culture et sorties sur la Côte d'Azur (Nice, Cannes, Monaco, Antibes, Sainte-Maxime, Fréjus, Saint-Tropez, etc.) et en Provence (Marseille, Aix-en-Provence, Arles, Cassis, Salon-de-Provence, Arles, etc.).
Chaque semaine il proposait les horaires des séances de cinéma, les agendas de concerts, de soirées, de théâtre, de danse, d'expositions, son annuaire de restaurants, ainsi que des critiques de films et de spectacles.

## Historique
Le journal fut créé en 1988 par Jean-Marc Cordes et la société Télé Programmes. En 2006, il fut racheté par le groupe Lyon Poche Presse. Le magazine a désormais cessé de paraître en 2010.

## Sites web
- L'officiel des loisirs Nice
- L'officiel des loisirs Marseille